# Sint-Catharinakerk (Braunschweig)
De Catharinakerk (Duits: Katharinenkirche) is een protestantse kerk in het centrum van Brunswijk (Duits: Braunschweig). Het sinds 1528 protestantse kerkgebouw domineert de oostelijke zijde van de Hagenmarkt.

## Geschiedenis
De kerk werd in het begin van de 13e eeuw in de nederzetting Hagen gebouwd. Het romaanse godshuis werd gewijd aan de heilige Catharina van Alexandrië, wier attributen (het zwaard, een rad en een kroon) ook in het wapen van Hagen voorkomen. Volgens een aflaat van 1252 werd de kerk in de tweede helft van de 13e eeuw verbouwd tot een gotische hallenkerk. Daarbij werden de zijschepen verbreed en de gewelven op dezelfde hoogte als die van het middenschip gebracht. Het westwerk en de zuidelijke toren kwam in 1379 gereed, de noordelijke toren bleef door de afschaffing van aflaten als gevolg van de reformatie onvoltooid.
In het jaar 1528 werd de reformatie in Brunswijk ingevoerd. Daarmee kreeg ook de Catharinakerk een protestantse pastor. Opmerkelijk zijn de kostbare toevoegingen in het interieur ten tijde van de Dertigjarige Oorlog, zoals de bouw van het Fritzsche-orgel in 1623 en het monumentale Schulenburg-epitaaf uit 1621. In 1771 solliciteerde Wilhelm Friedemann Bach, zoon van Johann Sebastian Bach, bij hertog Karel I voor de functie van organist in de kerk; hij werd echter ten gunste van een lokale organist afgewezen
Op 20 februari 1815 viel door blikseminslag een van beide torens ten prooi aan vlammen. In 1843 werd het portaal in de zuidelijke muur van het kerkschip aangebracht. Onder leiding van de stadsarchitect Ludwig Winter werd in de jaren 1887 tot 1890 het interieur gerestaureerd.
Na de verwoestingen tijdens de Tweede Wereldoorlog werd in 1946 begonnen met herstel van de kerk. De torenspitsen en het interieur werden van 1957-1958 vernieuwd.
Van 1974 tot 1978 moest het naar het oosten hellende westwerk worden gestabiliseerd, nadat als gevolg van de bouw van een ondergrondse garage het grondwaterpeil zakte en problemen werden geconstateerd bij de honderden boomstammen waarop de kerk ooit wegens de moerassige ondergrond werd gebouwd.
Een restauratie van het exterieur volgde tussen 1987-1999. Daarbij werden de gevels gepleisterd en vervolgens in een kleur geverfd. Dit leidde tot veel kritiek. Vondsten van kleurresten onder de stenen daklijsten bewijzen echter dat in de middeleeuwen het gebouw eveneens bepleisterd en van kleur voorzien was.

## Interieur
Talrijke oude voorwerpen van de inrichting van de Catharinakerk bevinden zich tegenwoordig in het Stadsmuseum (Städtisches Museum) van Brunswijk, zoals het uit 1488 daterende kalkstenen reliëf van "Christus als Wereldrechter".
- In de kerk bevinden zich een groot aantal epitafen vanaf het begin van de 16e eeuw tot het begin van de 18e eeuw. De epitafen getuigen van een grote vroomheid en toeweiding tot het christelijk geloof van de gestorvenen. Het mooiste epitaaf is het Schulenburg-epitaaf uit 1621, een van de meesterwerken van Noord-Duitse barok. Oorspronkelijk stond het epitaaf als doksaal voor de viering; tegenwoordig links van de westelijke ingang.
- Het orgel werd met de toepassing van resten van het oude Fritsche-orgel uit 1626 in 1980 gebouwd door de orgelbouwer Beckerath.
- De kleurrijke vensters met Bijbelse thema's zoals de Opstanding en de Boom des Levens zijn in 1960-1982 gemaakt door Hans Gottfried von Stockhausen.
- De kerk bezit drie oude klokken uit 1498, 1533 en 1656 en twee nieuwere uit 1987.

## Afbeeldingen

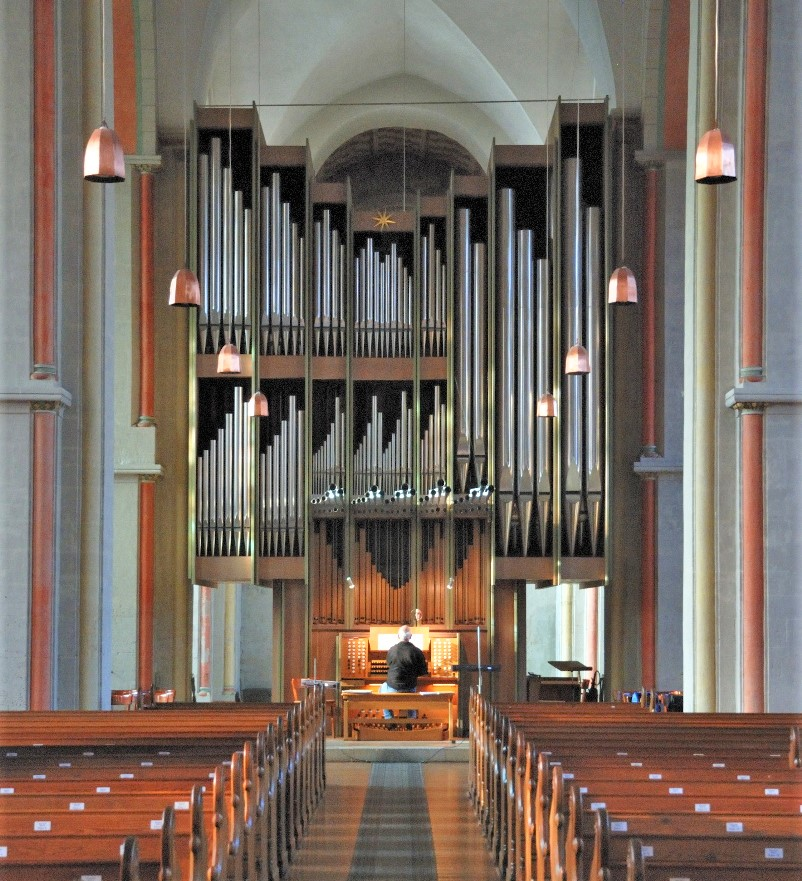
Orgel
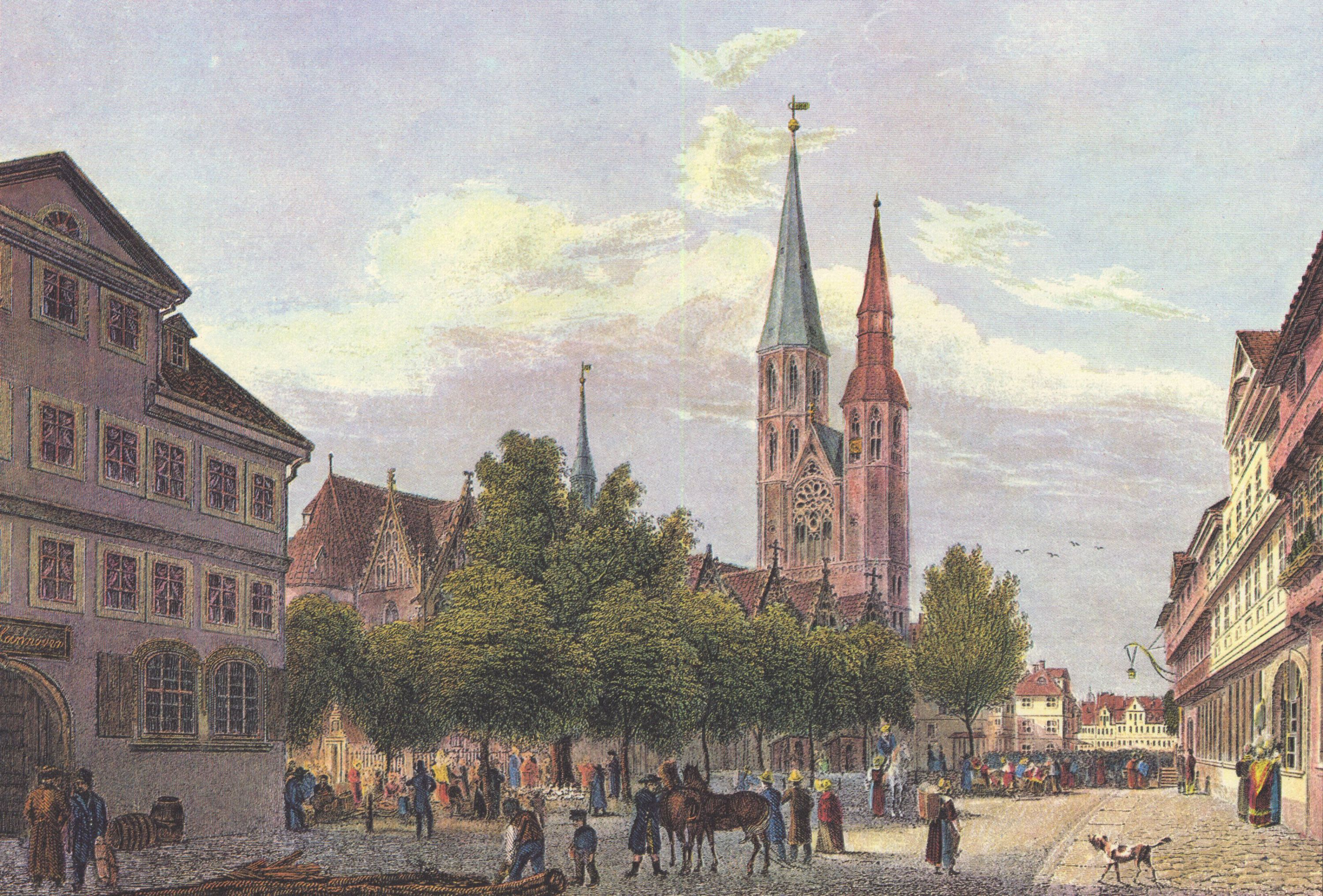
De kerk op een staalgravure van 1840
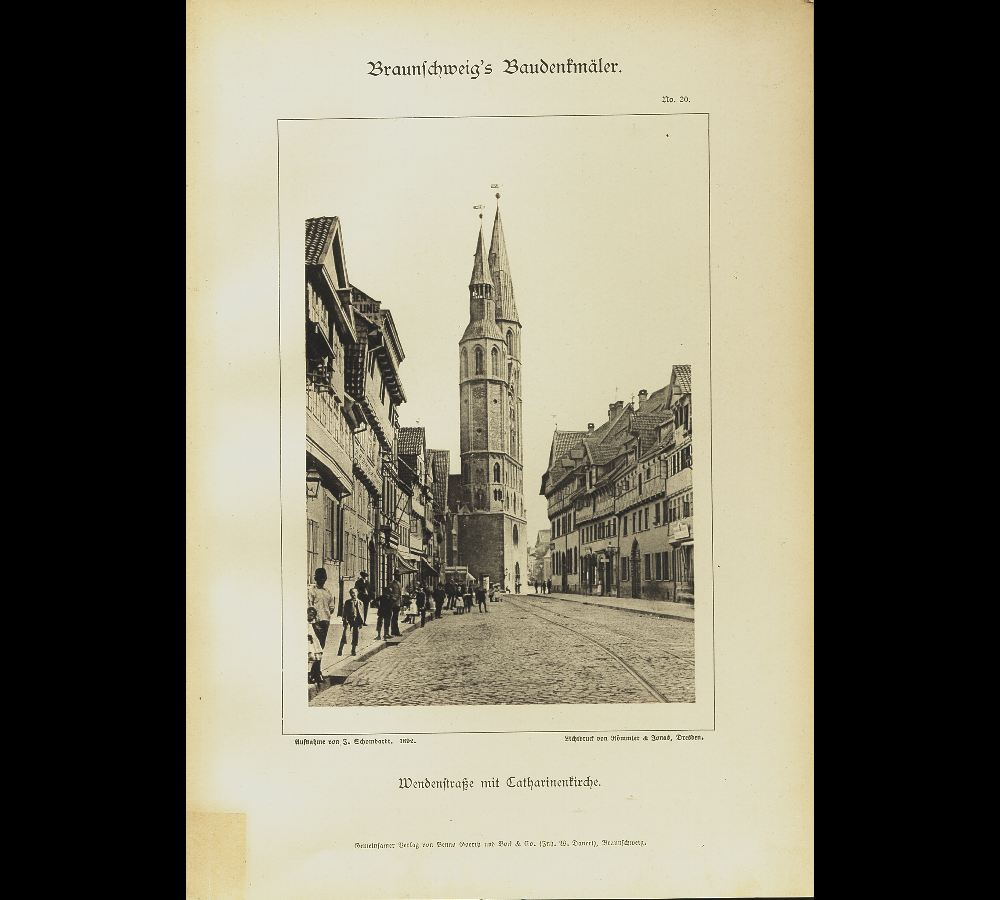
De Catharinakerk in 1892
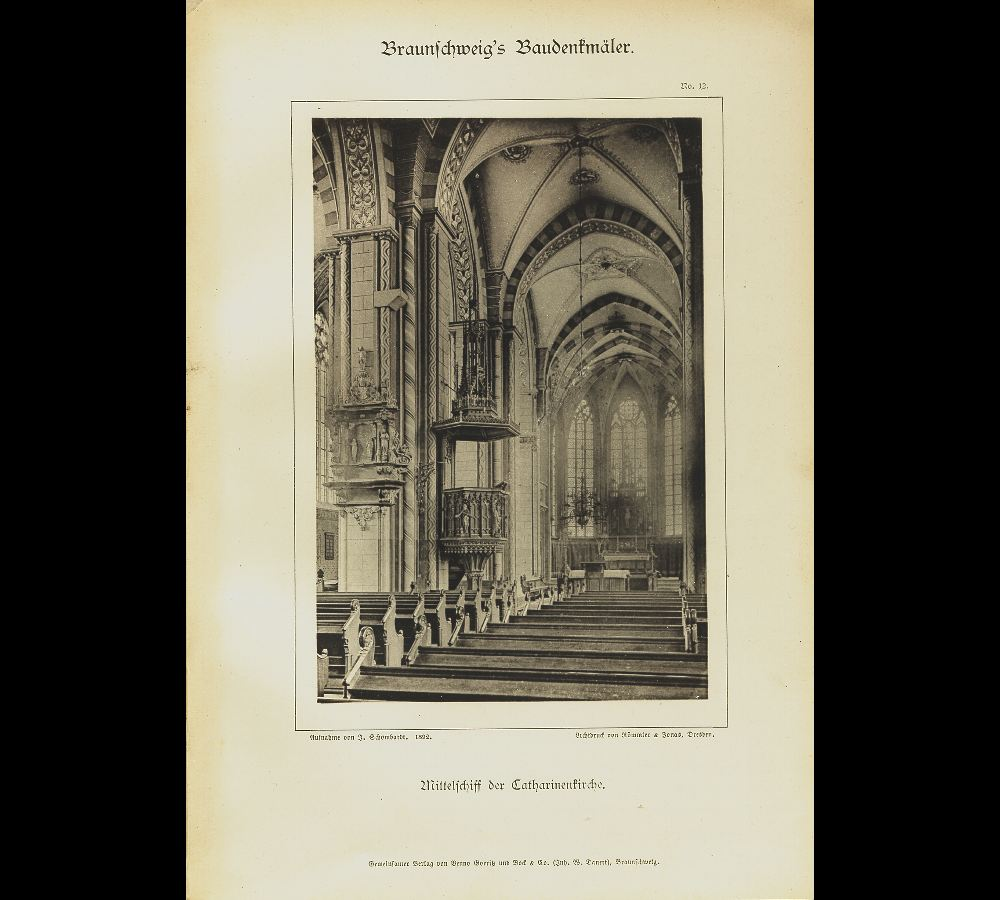
Het 19e-eeuwse interieur
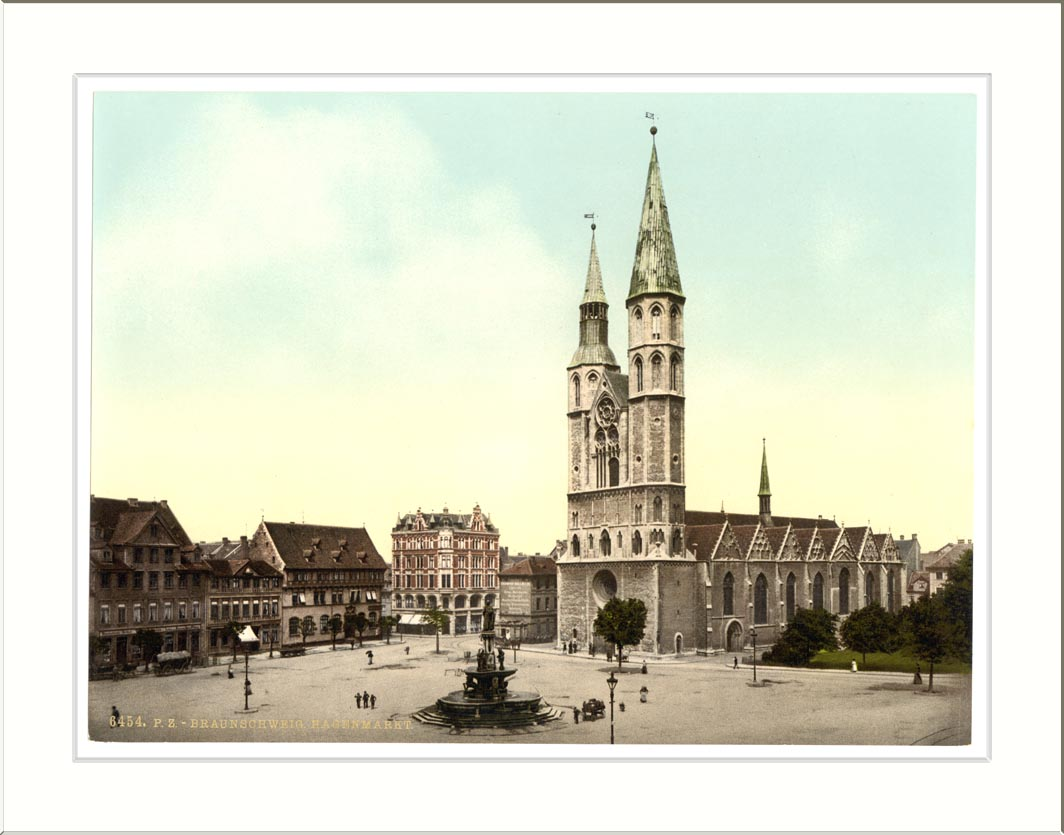
De kerk aan de Hagenmarkt op een oude foto
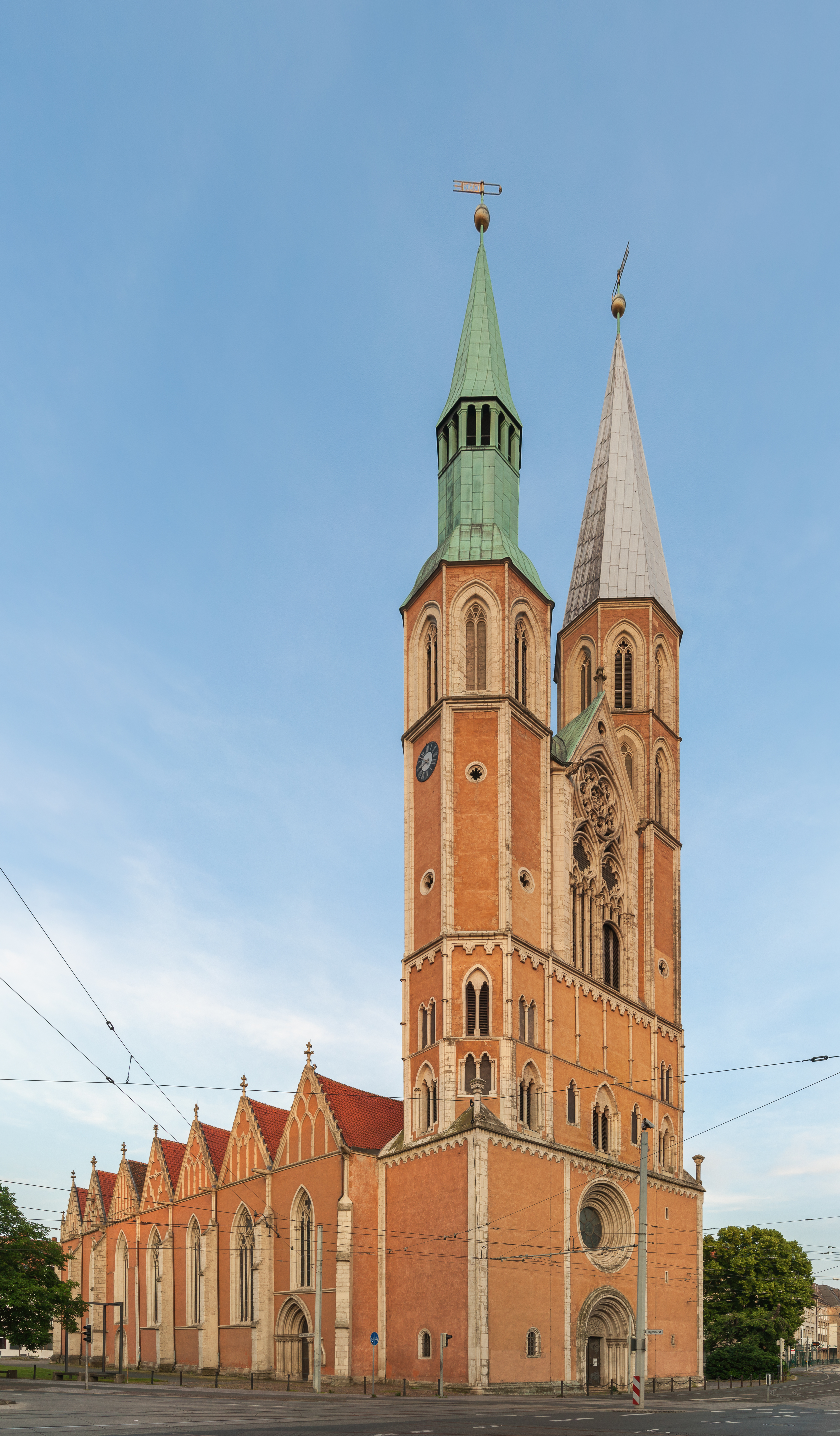
De Catharinakerk aan de Hagenmarkt 2019